# Поезд вне расписания (фильм, 1959)
«Поезд вне расписания» (сербохорв. Vlak bez voznog reda) — югославский (хорватский) художественный фильм, снятый режиссёром Велько Булайичем в 1959 году на киностудии «Ядран-фильм».
Дебютный фильм режиссёра.

## Сюжет
Бедные крестьяне, пострадавшие в конце войны, надеясь на лучшую жизнь, отправляются на поиски лучшей жизни...
Сложная драма о взаимоотношениях между людьми, которые вынужденно покинули родные места, отправляясь осваивать новые сельскохозяйственные земли.

## В ролях
- Оливера Маркович — Ике
- Велимир Живоинович — Дуйе Брикета
- Давор Антолич — помощник машиниста
- Кресимир Зидарич — Буда
- Невенка Бенкович — мать Буды
- Мирко Боман — отец Буды

## Награды
- Фильм стал лауреатом Международного фестиваля хорватского и европейского кино в г. Пула (Хорватия)
- Кинолента выиграла приз зрительских симпатий Каннского кинофестиваля 1959 г.